# Beleg van Maastricht (1204)
Het Beleg van Maastricht van 1204 was een belegering van de tweeherige stad Maastricht door de gezamenlijke legers van de prins-bisschop van Luik en de graaf van Loon. De strafexpeditie was een reactie op de toenemende invloed van de hertog van Brabant in Maastricht en ging vooraf aan de Luiks-Brabantse oorlogen (1212–1378). Het beleg in het najaar van 1204 resulteerde in de verwoesting van de Maasbrug en de verdedigingswal rondom de stad.

## Voorgeschiedenis
Al sinds de vroege middeleeuwen waren de burgers van Maastricht verdeeld in twee nationaliteiten, nativiteiten of familiae genoemd: de familia sancte Marie sanctique Lamberti en de familia sancti Servatii, meestal simpelweg aangeduid als "die van Lambertus" en "die van Servaas", later ook wel Luikse en Brabantse nativiteit genoemd. De tweedeling ging terug op de twee oerparochies waaruit Maastricht ontstaan was: de parochie van Onze-Lieve-Vrouwe rondom de Onze-Lieve-Vrouwekerk en de parochie van Sint-Servaas rondom de Sint-Servaaskerk. Eerstgenoemde kerk, waarschijnlijk de bisschopskerk van het oude Bisdom Maastricht, was gelegen in het door de Romeinen gebouwde castrum; de andere kerk, de grafkerk van Sint-Servaas, lag buiten het castrum op de Romeinse begraafplaats, het latere Vrijthof.

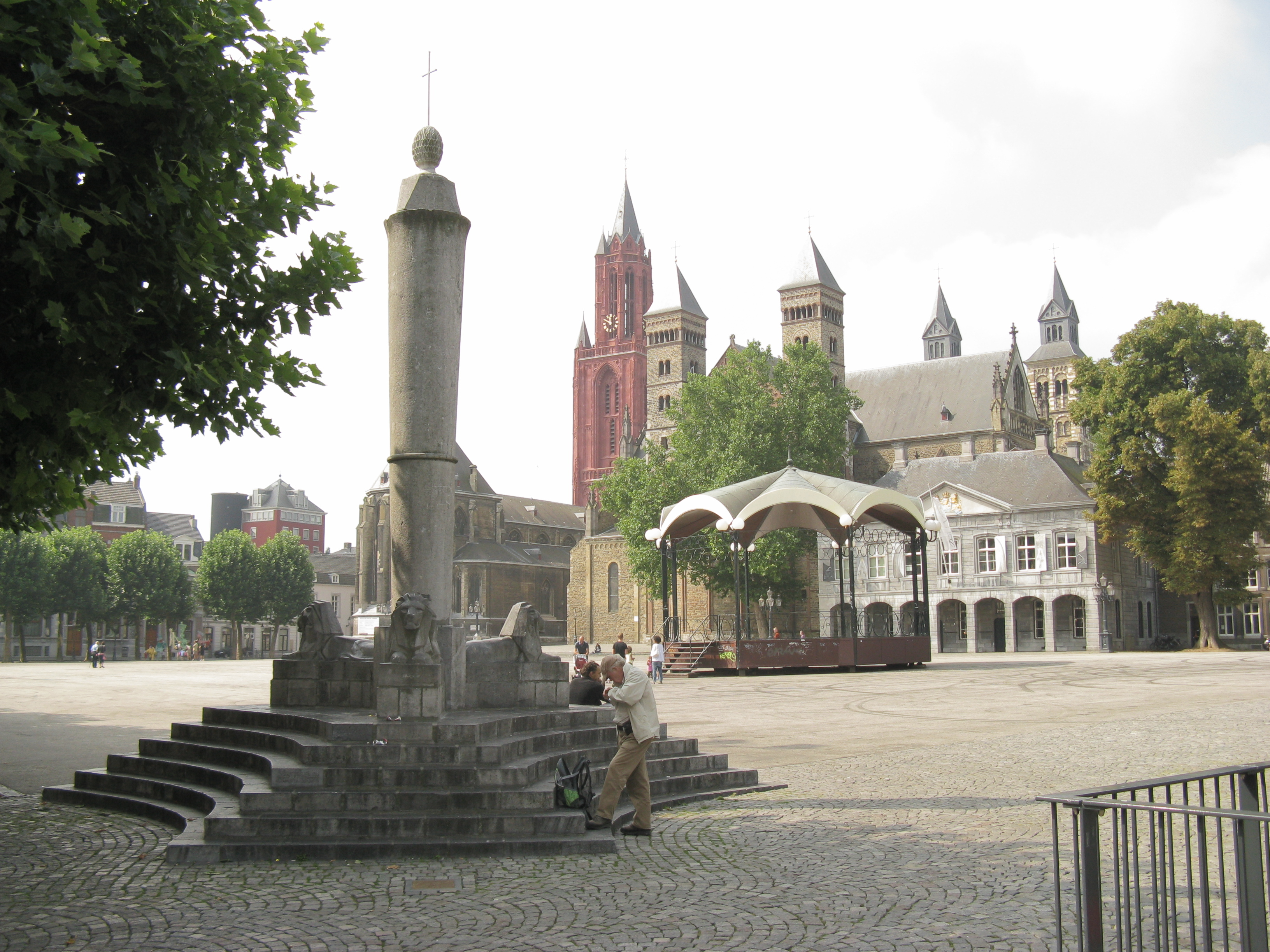
De perroen op het Vrijthof, symbool van de Luikse rechten in Maastricht

Nadat de zetel van het bisdom in de 8e of 9e eeuw van Maastricht naar Luik was overgeplaatst, behielden de Luikse bisschoppen een zekere macht over de parochianen van de voormalige bisschopskerk in Maastricht. De Sint-Servaaskerk en de daaraan verbonden abdij (later kapittel van Sint-Servaas) raakten steeds meer onder de invloed van de Rooms-Duitse koningen en keizers, die in de omgeving van het Vrijthof een palts bezaten. In de 12e eeuw waren de betrekkingen tussen het Sint-Servaaskapittel en de Duitse koningen zeer nauw; de Maastrichtse proosten waren bijna allemaal kanseliers van het Heilige Roomse Rijk.
Rond 1200 werd de band tussen de Duitse koning en Maastricht losser, waarschijnlijk als gevolg van de troonstrijd in het Heilige Roomse Rijk tussen Staufers en Welfen, en de opkomst van Brabant als regionale macht. In het Maasland dongen de staufische en welfische koningen afwisselend naar de gunst van de prins-bisschop van Luik en de hertog van Brabant. In september 1202 gaf de staufische koning Otto IV Maastricht en het Sint-Servaaskapittel, alsmede de proosdij van Meerssen en het te Maastricht gevestigde graafschap van de Vroenhof met de zogenaamde Redemptiedorpen, in leen aan hertog Hendrik I van Brabant. In 1204 bevestigde de welfische tegenkoning Filips van Zwaben, die op dat moment in het Heilige Roomse Rijk de werkelijke macht in handen had, deze schenking, die volledig voorbij ging aan de veel oudere rechten van de bisschoppen van Luik in Maastricht.
Prins-bisschop Hugo II van Pierrepont nam geen genoegen met de Brabantse machtsovername in Maastricht. Van Pierreponts irritatie werd aangewakkerd doordat de Brabantse hertog de Maastrichtenaren toestond een verdedigingswal rondom de stad op te werpen. Deze primitieve omwalling bestond waarschijnlijk uit een aarden omwalling met daarop een houten palissade en eromheen een gracht. Niet duidelijk is of ook het stadsdeel Wyck op de linker Maasoever werd omwald.
Luik verwierf in dezelfde periode, na het overlijden van Albert III van Moha, het graafschap Moha, waarover de Brabanders op hun beurt ontstemd waren, die eveneens rechten op het graafschap meenden te hebben. In 1212 zou de twist om Moha uitmonden in de slag van Steps. Dit en andere tegenstellingen leidde tot een zeer gespannen verhouding tussen Brabant enerzijds en Luik en Loon anderzijds. Het graafschap Loon, dat in de 14e eeuw definitief door Luik geannexeerd zou worden, stond in deze periode al onder Luikse invloed. Gezamenlijk richtten ze zich tegen de Brabantse expansie in het Maasland. Van de daaruit voortvloeiende strijd, de Luiks-Brabantse oorlogen (1204-1378), was de belegering van Maastricht in 1204 een eerste exponent.

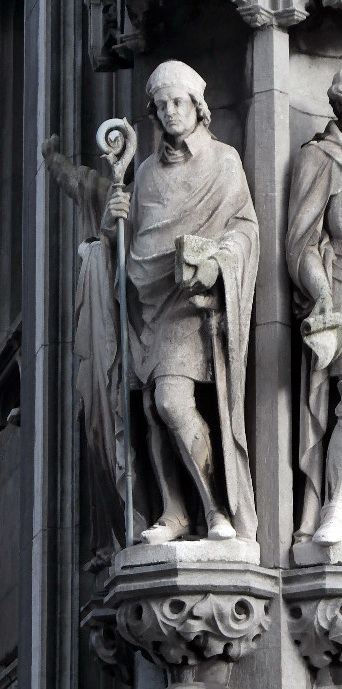
Hugo II van Pierrepont
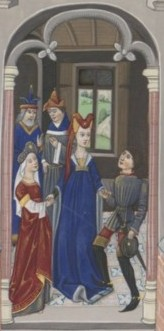
Lodewijk II van Loon
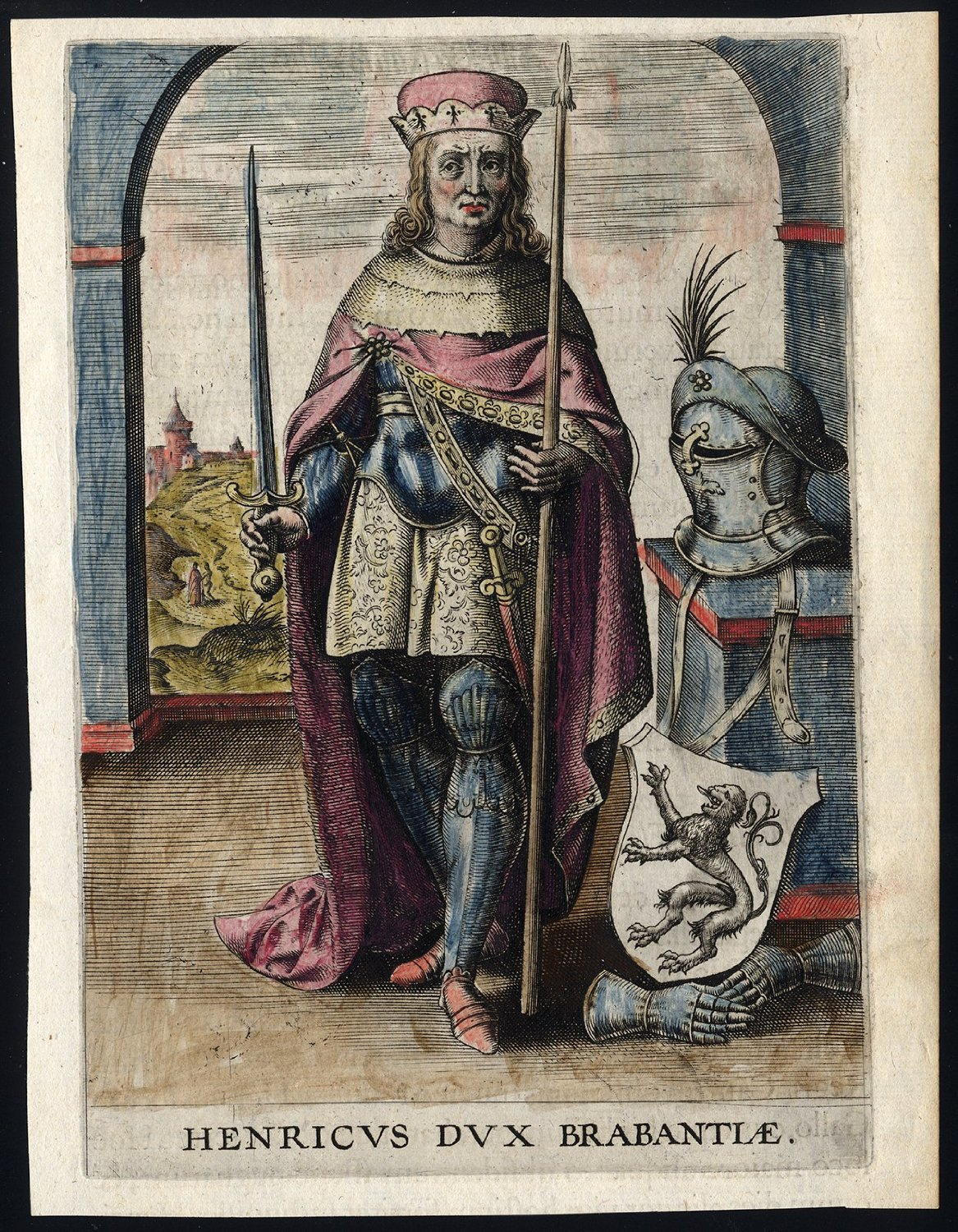
Hendrik I van Brabant
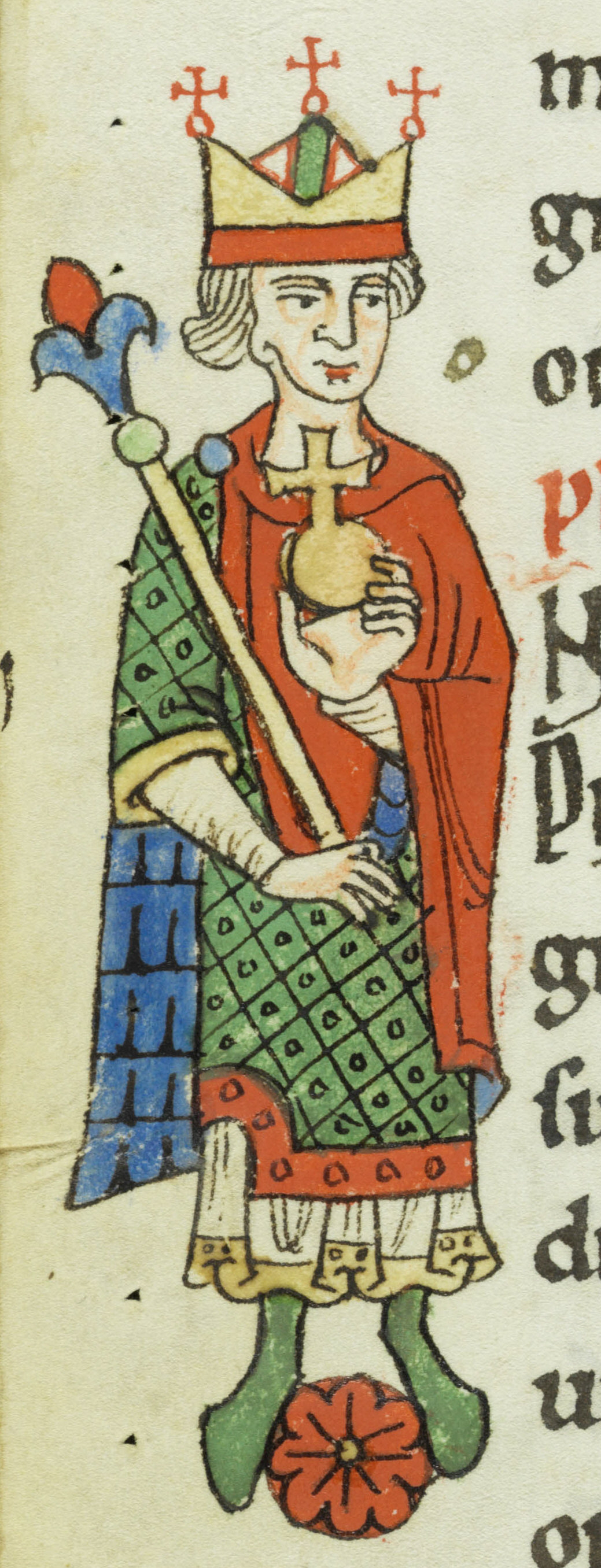
Filips van Zwaben

## Het beleg
Waarschijnlijk werd de aanval op Maastricht eind 1204 ingegeven door de samentrekking van een groot staufisch leger nabij Aken met Filips van Zwaben aan het hoofd. De prins-bisschop van Luik en de graaf van Loon, Hugo II van Pierrepont en Lodewijk II van Loon, beiden aanhangers van de welfische tegenkoning Otto IV, vreesden waarschijnlijk een inval in hun gebied, waarbij Maastricht als bruggehoofd voor de staufers gebruikt zou kunnen worden. In werkelijkheid bereidden de staufische troepen in Aken de herkroning van Filips voor, die hoewel reeds in 1198 in Mainz gekroond, zich op 5 januari 1205, na de ommezwaai naar het staufische kamp van de aartsbisschop van Keulen Adolf I, opnieuw liet kronen door de Keulse aartsbisschop in de dom van Aken, zoals dat in de traditie van de Duitse koningen gebruikelijk was.
Waarschijnlijk in november of december 1204 trokken de Luikse prins-bisschop en de graaf van Loon op naar Maastricht, waar ze de Maasbrug vernielden en de net aangelegde verdedigingswerken met de grond gelijk maakten, waarna de stad waarschijnlijk enige tijd door hun legers bezet werd. Over het verloop van het beleg en de daarop volgende bezetting is verder niets bekend. De enige aantekening van een tijdgenoot over de verwoesting van de brug en de aarden wal is van een monnik van de abdij van Sint-Jacob in Luik.

## Gevolgen van het beleg

### Herstel Maasbrug
De brug te Maastricht was al sinds de Romeinse tijd de voornaamste, en lange tijd de enige Maasovergang tussen Luik en de Noordzee. Wie de brug in handen had, beheerste de belangrijke route van Keulen naar de Vlaamse handelssteden. De door de Luikse en Loonse troepen verwoeste brug was waarschijnlijk nog de Romeinse brug van Maastricht. Kort na 1204 verzoenden de Luikse bisschop en de Loonse graaf zich met de hertog van Brabant, waarna ze zich verplichtten de brug te herstellen. In 1214 en 1267 werd de brug opnieuw verwoest door de Luikenaren. In 1275 stortte de brug tijdens een processie in, waarbij 400 mensen verdronken. Ter vervanging werd iets ten noorden van de oude, houten brug de huidige, stenen Sint-Servaasbrug gebouwd.

### Bouw stadsmuur
De twee kernen waaruit Maastricht was ontstaan, waren tot omstreeks 1200 elk afzonderlijk ommuurd. Van het laat-Romeinse castellum stonden de muren tot de Karolingische tijd nog deels overeind. Rondom de Sint-Servaaskerk en de koninklijke palts was volgens Jocundus omstreeks 925 een muur of wal aangelegd, de zogenaamde Ottoonse muur, die wellicht een Karolingische voorganger had. De stadswal die in 1204 werd verwoest was de eerste versterking die zowel het castellum als het Sint-Servaascomplex beschermde. Deze bestond waarschijnlijk uit een aarden wal met daarop een houten palissade. De wal werd waarschijnlijk na 1204 hersteld. In 1991 werd bij opgravingen op het terrein van het Oude Minderbroederskloosters aan de Sint Pieterstraat een deel van de aarden wal teruggevonden, waarop in het tweede kwart van de 13e eeuw de stadsmuur was gebouwd. De Jeker fungeerde als stadsgracht.
In 1229 kreeg de stad van hertog Hendrik I van Brabant en koning Hendrik VII toestemming om de bestaande aarden wal te vervangen door een stadsmuur van kolenzandsteen. Deze eerste middeleeuwse stadsmuur had een lengte van ruim twee kilometer en telde dertien stadspoorten (inclusief waterpoorten). Van deze verdedigingsgordel zijn de Helpoort en grote stukken muur bewaard gebleven. Omstreeks 1294 begon de bouw van de tweede middeleeuwse stadsomsluiting, waardoor de oppervlakte van de ommuurde stad verviervoudigde. In die tijd werd ook de muur om Wyck gebouwd.

### Politieke gevolgen
Bisschop Hugo van Pierrepont verzoende zich in 1206 met de welfische koning Filips van Zwaben en gaf daarbij de alleenheerschappij over Maastricht op. Hendrik I bemoeide zich als medeheer van Maastricht en proost-voogd van Sint-Servaas intensief met de stad. Al eerder had hij zijn negenjarige dochter Maria uitgehuwelijkt aan Filips' rivaal Otto IV. Doordat Hendrik in 1204 overging naar het staufische kamp, werd de verloving keer op keer uitgesteld. Na de geboorte van Hendriks zoon Hendrik II van Brabant in 1207 werd overeengekomen dat deze zou trouwen met de dochter van Filips, Maria van Zwaben. In 1208 werd Filips vermoord en meteen verzoende Hendrik zich met Otto, zodat de verloving van Otto IV en Maria van Brabant op 19 mei 1214 kon worden vernieuwd in de Sint-Servaaskerk en het paar korte tijd later te Aken kon trouwen.
De uitkomst van het beleg van 1204 was dat de Luikse prins-bisschop de medezeggenschap van de Brabantse hertog in Maastricht accepteerde, wat gezien kan worden als het begin van de tweeherigheid van Maastricht. In feite bestond deze situatie al langer tussen de Luikse bisschoppen en de Duitse koningen. In 1220 werd het stadsrecht van Maastricht door zowel de bisschop als de hertog ondertekend, in 1224 was er sprake van een Luikse en Brabantse schepenbank en vanaf 1227 werden twee stadszegels gebruikt; een Luiks en een Brabants. In 1284 werd het gezamenlijk beheer vastgelegd in een constitutioneel verdrag, de Alde Caerte, in 1356 aangevuld met de Doghter Caerte. Het Luiks-Brabantse condominium bleef tot 1632 ongewijzigd voortbestaan, ook nadat in 1430 de Bourgondische hertogen en in de 16e eeuw de Spaanse koningen de plaats innamen van de Brabantse hertogen. Na de inname van Maastricht door Frederik Hendrik in 1632 traden de Staten-Generaal van de Republiek der Zeven Verenigde Nederlanden in de rechten van de hertogen van Brabant, totdat in 1794 de verovering van Maastricht door de Franse revolutionaire legers definitief een einde maakte aan de tweeherigheid.